# Kościół Saint Nicolas du Chardonnet w Paryżu
 Kościół Saint-Nicolas-du-Chardonnet (św. Mikołaja) – katolicki kościół w Paryżu, na terenie 5. okręgu paryskiego. Od 1977 r. nieformalne centrum katolicyzmu odrzucającego niektóre uchwały soboru watykańskiego II, skupionego wokół Bractwa Świętego Piusa X.

## Historia
Pierwszy kościół na tym miejscu funkcjonował od XIII w. W wieku XVII, w związku z otwarciem seminarium duchownego przy kościele, miała miejsce jego generalna przebudowa – najpierw budowa nowej dzwonnicy w 1625 r., następnie budowa zupełnie nowej świątyni w latach 1656-1763 według projektu Jacques’a Lemerciera. W 1774 r. seminarzystą w kościele był Charles-Maurice de Talleyrand-Périgord, który też tutaj otrzymał niższe święcenia kapłańskie. Seminarium istniało do 1845 r. Dzisiejsza fasada obiektu powstała dopiero w 1934 r., gdyż wybudowana wcześniej elewacja została usunięta w czasie wielkiej przebudowy Paryża jako zaburzająca układ planowanego wielkiego bulwaru.
Cennymi elementami wyposażenia kościoła się obrazy Charles’a Le Bruna, pochowanego w kościele, jednego z fundatorów Akademii Francuskiej i portrecisty Ludwika XIV. Wykonał on dla obiektu obraz "Męczeństwo Św. Jana" oraz kilka mniejszych płócien. Pozostała dekoracja malarska obiektu powstawała etapami w XVIII w. Wyjątkiem jest obraz Camille Corota "Chrzest Chrystusa", datujący się z XIX stulecia.

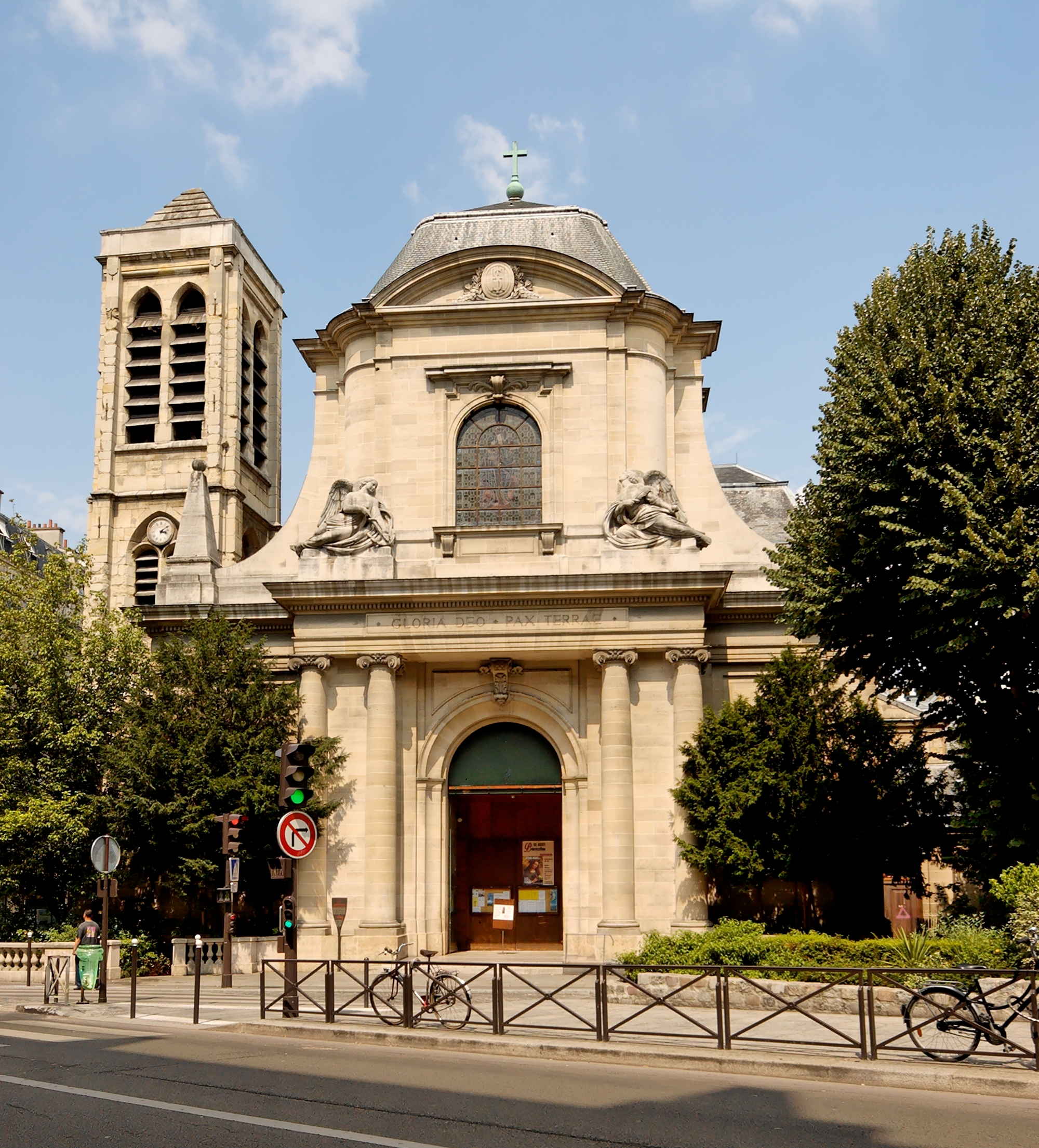
Główne wejście do kościoła

W 1977 r. Bractwo Świętego Piusa X pod wodzą księży François Ducaud-Bourgeta, Louisa Coache'a i Vincenta Serraldy nielegalnie przejęło kościół, wyrzucając z niego jego dotychczasowego opiekuna księdza Pierre Bellego. Pomimo oficjalnego nakazu eksmisji, uzyskanego przez arcybiskupa Paryża, Bractwo pozostaje faktycznym użytkownikiem obiektu, odprawiając w nim msze w nadzwyczajnej formie rytu rzymskiego oraz prowadząc zajęcia ewangelizacyjne. W kościele odprawiane są msze za duszę Ludwika XVI, tutaj też miały miejsce uroczystości pogrzebowe wielu czołowych aktywistów radykalnej prawicy. Parafia wydaje periodyk pt. Le Chardonnet
W 1978 r. w kościele w tajemniczych okolicznościach wybuchła bomba, wywołując nieznaczne zniszczenia obiektu. Z kolei w 2003 r. kościół był areną kilkugodzinnej manifestacji 400 imigrantów z Afryki Północnej, domagających się nadania im prawa stałego pobytu oraz lepszego traktowania we Francji. Tutaj przyjął pierwszą komunię świętą i został bierzmowany, a także przekazał darowiznę pieniężną w swoim testamencie Ludwik Braille (1809-1852), twórca alfabetu dla niewidomych.

## Architektura

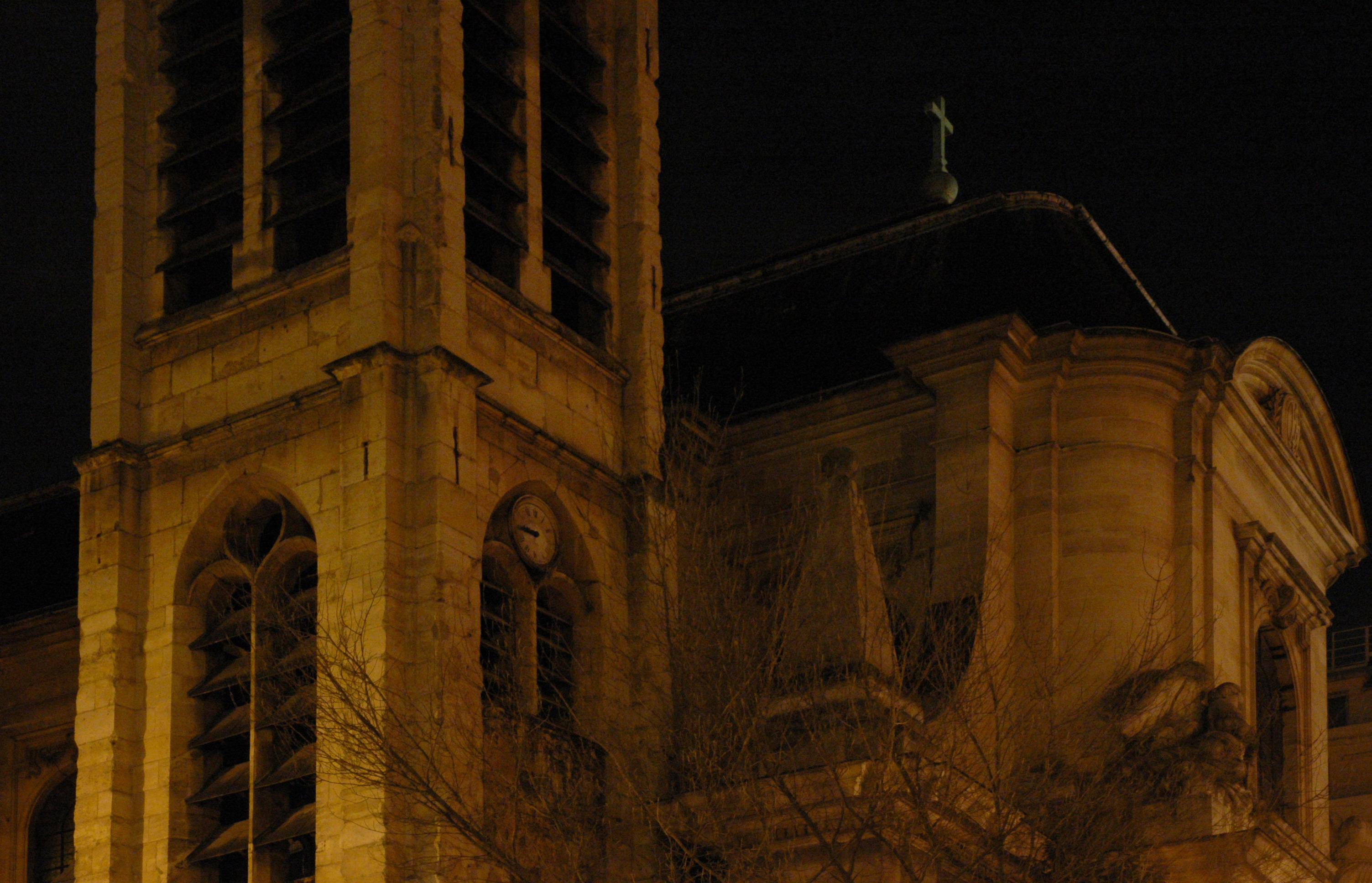
Kościół nocą

Kościół wzniesiony jest w stylu klasycystycznym. Na skromnej fasadzie wejście do kościoła otoczone jest rzędem czterech jońskich pilastrów, podtrzymujących napis GLORIA DEO, PAX TERRAE. Podobnie skromne są inne wejścia do świątyni. Nad tablicą znajdują się dwie rzeźby aniołów. Górny poziom fasady opiera się na łukowatych przyporach i zwieńczony jest tympanonem. Obiekt jest dwunawowy, dzwonnica wznosi się niemal równolegle z fasadą. Co nietypowe, jej okna mają kształt łuków ostrych, a dach nie jest płaski. Prezbiterium harmonijnie łączy się z nawą, nie jest wyodrębnione. W duchu klasycyzmu utrzymano również surowe wnętrze obiektu.